# Сміт (округ, Техас)
Шаблон:StateAbbr_ 32°23′ пн. ш. 95°16′ зх. д. / 32.38° пн. ш. 95.27° зх. д.
Округ  Сміт (англ. Smith County) — округ (графство) у штаті  Техас, США. Ідентифікатор округу 48117.

## Історія
Округ утворений 1846 року.

## Демографія
За даними перепису 2000 року загальне населення округу становило 18561 осіб, зокрема міського населення було 15301, а сільського — 3260. Серед мешканців округу чоловіків було 9068, а жінок — 9493. В окрузі було 6180 домогосподарств, 4834 родин, які мешкали в 6914
05000US48423 будинках. Середній розмір родини становив 3,41.
Віковий розподіл населення поданий у таблиці:
| Стать    | До 15 років | 15-21 | 22-29 | 30-39 | 40-49 | 50-65 | 65-85 | Понад 85 |
| -------- | ----------- | ----- | ----- | ----- | ----- | ----- | ----- | -------- |
| Чоловіки | 2619        | 1097  | 910   | 1179  | 1139  | 1201  | 840   | 83       |
| Жінки    | 2522        | 1037  | 938   | 1224  | 1168  | 1279  | 1108  | 217      |

## Суміжні округи
- Вуд — північ
- Апшер — північний схід
- Грегг — схід
- Раск — південний схід
- Черокі — південь
- Гендерсон — південний захід
- Ван-Зандт — північний захід

## Виноски
1. ↑  U.S. Decennial Census. United States Census Bureau. Архів оригіналу за 2 серпня 2018. Процитовано 10 травня 2015.
2. ↑  Texas Almanac: Population History of Counties from 1850–2010 (PDF). Texas Almanac. Архів оригіналу (PDF) за 26 лютого 2015. Процитовано 10 травня 2015.
3. ↑  State & County QuickFacts. United States Census Bureau. Архів оригіналу за 20 липня 2011. Процитовано 24 грудня 2013. [Архівовано 2011-10-08 у Wayback Machine.](англ.) Наведено за англійською вікіпедією.
4. ↑  American FactFinder. Бюро перепису населення США. Архів оригіналу за 26 лютого 2012. Процитовано 31 січня 2008. [Архівовано 2008-05-21 у Wayback Machine.]

| США | Це незавершена стаття з географії США. Ви можете допомогти проєкту, виправивши або дописавши її. |